# Гурков, Игорь Борисович
Игорь Борисович Гурков (род.9 августа 1965 ) — российский учёный, профессор НИУ ВШЭ, доктор экономических наук.

## Биография
Работал в Институте экономики АН СССР (в 1990 г.), Московском Физико-техническом институте (1990—1991 гг.), Технионе — Израильском технологическом институте (1992—1993 гг.), Университете им. Эразма Роттердамского (1993—1997 гг.).
Является одним из основателей Национального исследовательского университета Высшей школы экономики, где в 1994 г. создал Лабораторию организационного поведения и развития, ставшую основой для формирования в ГУ-ВШЭ всего направления исследований поведения и стратегий российских предприятий и фирм. Является основоположником современной российской школы преподавания стратегического менеджмента (Первая премия РАБО-НФПК за лучшую программу в области стратегического менеджмента) (1998).
И. Б. Гурков известен как автор многочисленных публикаций в отечественных и зарубежных журналах по вопросам стратегий российских корпораций и фирм. Его научная монография «Адаптация промышленной фирмы» (М: ВШЭ, 1997) была охарактеризована журналом «Эксперт» в следующих словах: «Обследование приватизированных российских предприятий завершилось рядом блестящих микрооткрытий» (Краснова В. Маленькие сенсации. Эксперт, 13.04.1998). Учебное пособие Гуркова И. Б. «Стратегия и структура корпораций» вошло в список Лучших 10 книг 2006 г. по бизнесу в номинации «Лучшая книга российского автора» и в обзор «Лучшие книги для бизнеса» (М, ЭКСМО, 2009).
Зарубежные публикации Гуркова И. Б., в том числе в журналах «Journal for East European Management Studies», «Post-Communist Economies», «International Studies of Management and Organization», «International Executive» и другие публикации активно цитируются зарубежными исследователями (кумулятивный индекс цитирования в Web of Science = 52 — первое место среди российских авторов по менеджменту).
Член многочисленных профессиональных ассоциаций (Strategic Management Society, Academy of Management, Academy of International Business) и редколлегий зарубежных журналов («International Studies of Management and Organization», «Journal for East European Management Studies»).
Научная специализация: Корпоративные и конкурентные стратегии, организационные структуры, организация инновационной деятельности промышленных фирм.
На сегодняшний день один из самых авторитетных специалистов в области стратегии и организационных структур.